# Suvorovordenen
 For alternative betydninger, se Suvorovordenen (flertydig). (Se også artikler, som begynder med Suvorovordenen)
Suvorovordenen (russisk: Орден Суворова), var en sovjetisk Militær orden opkaldt efter den russiske feltmarskal Aleksandr Suvorov (1730-1800). Ordenen blev oprettet ved dekret fra præsidiet for Sovjetunionens øverste sovjet af den 29. juli 1942, der også fastsætter ordenens statut.. Ordenen gives til militære ledere. Ordenen er efter Sovjetunionens sammenbrud i 1991 blevet videreført som en russisk orden og som orden i Transdnjestr.

## Ordenens statut
1. Suvorovordenen tildeles kommandørerne for den Røde Hær for enestående succes med kommandoen og kontrollen over tropper, fremragende organisering af kampoperationer og den beslutsomhed og vedholdenhed, der på samme tid blev vist i deres adfærd, hvilket resulterede i, at sejren blev opnået i kampene om moderlandet i den Store Fædrelandskrig .
2. Suvorovordenen tildeles ved dekret fra Øverste Sovjets præsidium.
3. Suvorovordenen består af tre klasser: Suvorovordenen 1. kl., Suvorovordenen 2. kl. Suvorovordenen 3. kl.[b]Den højeste klasse af ordenen er 1. klasse
4. Suvorovordenen af 1. kl. tildeles ledere af fronter og arméer, deres stedfortrædere, stabschefer, chefer for operationelle kontorer og afdelinger og chefer for kampvåben (artilleri, luftstyrker, panser og morterer) af fronter og arméer:
  - For en fremragende organiseret og gennemført frontlinje- eller hæroperation, hvor en numerisk overlegen fjende blev besejret med færre styrker.
  - For en dygtigt udført manøvre til at omringe fjendens numerisk overlegne styrker, fuldstændig ødelæggelse af hans tropper og erobring af våben og udstyr.
  - For at have vist initiativ og beslutsomhed ved valget af sted for hovedangrebet, for at udføre dette angreb med det resultat, at fjenden blev besejret og vores tropper bevarede deres kampevne til at forfølge ham.
  - For en dygtig og skjult operation der medførte, at fjenden fik frataget muligheden for at omgruppere sig og indsætte reserver og derved blev besejret.
5. Suvorovordenen af 2. kl. tildeles korps, divisions- og brigadekommandører, deres stedfortrædere og stabschefer:
  - For organisering af en kamp for at besejre et fjendtligt korps eller en division, opnået med færre kræfter, som et resultat af et pludseligt og afgørende angreb baseret på den fulde interaktion mellem ildkraft, udstyr og soldater.
  - For at bryde igennem fjendens moderne forsvarszone, udvikle et gennembrud og organisere den ubarmhjertige forfølgelse, omringning og ødelæggelse af fjenden.
  - For at organisere en kamp, når de er omgivet af numerisk overlegne fjendtlige styrker, komme ud af denne omringning og bevare kampeffektiviteten af deres enheder, våben og udstyr.
  - For et dybt angreb bag fjendens linjer foretaget af en pansret formation med det resultat, at et ømfindtlig slag blev påført fjenden, hvilket sikrede en vellykket gennemførelse af en hæroperation.
6. Suvorovordenen af 3. kl. tildeles regiments- og bataljonskommandører og regimentstabschefer:
  - For organisering af kampen og initiativet til at vælge øjeblikket til et dristigt og hurtigt angreb mod en overlegen fjende og ødelæggelsen af ham.
  - For udholdenhed og fuldstændig modstand mod en offensiv fra fjendtlige overlegne styrker ved at holde de besatte linjer, dygtigt at modsætte sig alle tilgængelige kampmidler og foretage et afgørende skift til angreb.

## Udseende
Suvorovordenens udseende blev fastsat i den Øverste Sovjets dekret af 30. september 1942.
Suvorovordenen 1. kl. har form af en konveks femtakket stjerne. Ordenen er lavet af platin. Forsiden af ordenen er lavet i form af divergerende stråler. Afstanden mellem takkernes modsatte ender er 56 mm. I midten af stjernen er der anbragt en guldcirkel dækket med mørkegrå emalje i kanten. I den øverste del af cirklen, langs dens omkreds, er der en inskription "Aleksandr Suvorov" og over indskriften midt i den øvre tak, er der en rød emaljestjerne. I den nederste del af cirklen langs dens kant er der en laurbær-egekrans med gylden farve. I midten af cirklen er der en buste af Suvorov lavet af poleret guld. Billedet af Suvorov er udformet på baggrund af en gravering udført i 1818 af kunstneren N. I. Utkina. På bagsiden af ordenen er der en gevindstift med en møtrik, hvormed ordenen fastgøres til tøjet.
På Suvorovordenen 2. kl. er den femtakkede stjerne lavet af guld og cirklen i midten af stjernen, Suvorovs bryst og laurbær-egekransen er lavet af oxideret sølv. Indskriften "Aleksandr Suvorov" er lavet af rød emalje.
Suvorovordenen 3. kl. er helt lavet af sølv, mens cirklen i midten af ordensmærket, brystbilledet af Suvorov og laurbær-egekransen er oxideret. Indskriften i den øverste del af cirklen "Alexandr Suvorov" er lavet af rød emalje. Størrelserne på insignierne i Suvorovordenen 2. og 3. klasse er lidt reducerede.
Ordensbåndet af silke har en grøn moiré baggrund med orange tværstriber. Klasse 1 har en bred midterstribe, klasse to har en stribe i hver ende, mens klasse 3 har en stribe i hver ende og på midten.

## Modtagere
Den første tildeling af Suvorovordenen 1. klasse blev foretaget ved dekret fra præsidiet for Sovjetunionens øverste sovjet dateret 28. januar 1943. Her blev ordenen tildelt 23 af Sovjetunionens generaler og marskaler, herunder bl.a. Georgij Sjukov(orden nr. 1), Aleksandr Vasilevskij, Kirill Meretskov, Leonid Govorov, Filipp Golikov, Aleksej Jerjomenko, Konstantin Rokossovskij, Rodion Jakovlevitj Malinovskij, Pavel Ivanovitj Batov, Vasilij Ivanovitj Kusnetsov, Dmitrij Danilovitj Leljusjenko, Ivan Ivanovitj Maslennikov, Markian Mikhajlovitj Popov, Vasilij Ivanovitj Tjujkov m.fl. Nogle fik ordenen 3 gange, heriblandt Semjon Timosjenko og Vasilij Ivanovitj Tjujkov. Og Josef Stalin kunne også smykke sig med ordenen.
Ordenen blev tillige givet til ledende udenlandske militære ledere og chefer, som fx Mark Wayne Clark, Dwight D. Eisenhower, George Marshall, Bernard Law Montgomery, Josip Broz Tito, Enver Hoxha og Haile Selassie.
Endvidere er ordenen givet til militære uddannelsesinstitutioner, Frunse militærakademiet og militærakademiet for generalstaben opkaldt efter Vorosjilov.
Suvorovordenen af 1. klasse blev i alt uddelt 391 gange.
Den første tildeling af Suvorovordenen af 2. klasse skete efter dekret fra præsidiet for Sovjetunionens øverste sovjet den 26. december 1942 og gik til kommandanten for panserkorpset, generalløjtnant for panserstyrkerne Vasilij Mikhailovitj Badanov. Der blev i alt tildelt mere end 2.800 ordener af ordenens 2. klasse.
Ordenens 3. klasse blev tildelt mere end 4.000 gange. Første modtager var major S.N. Garanin, der den 8. februar 1943 blev tildelt ordenen for med sin taktiske erfaring, at have påført overlegne fjendtlige styrker stor skade.